# Roy Hill Railway
| |                      |                                     |                                     |
| Streckenlänge: | 344 km               |                                     |                                     |
| Spurweite: | 1435 mm (Normalspur) |                                     |                                     |
| Maximale Neigung: | 6 ‰                  |                                     |                                     |
| |                      |                                     |                                     |
| Betriebsstellen und Strecken |                      |                                     |                                     |
| \| \| \| \| \| \| \| 0.0 \| Hafen \| Hafen \| \| \| \| \| \| \| \| \| Rangierbahnhof \| \| \| \| \| Betriebswerk \| \| \| \| \| Wendedreieck \| \| \| \| 18.8 \| Great Northern Highway (National 1) \| Great Northern Highway (National 1) \| \| \| 45.6 \| East Turner River \| East Turner River \| \| \| 53.1 \| Indee \| Indee \| \| \| \| HPPL \| \| \| \| 81.5 \| Chinnamon Creek \| Chinnamon Creek \| \| \| 82.6 \| Gillam Creek \| Gillam Creek \| \| \| 86.5 \| Turner River \| Turner River \| \| \| \| East Wodgina \| \| \| \| 100.0 \| \| \| \| \| \| Stumpfgleis 1 \| \| \| \| 146.1 \| Hillside-Woodside \| Hillside-Woodside \| \| \| 150.0 \| Marubeni Yule River \| Marubeni Yule River \| \| \| 163.0 \| BHP Railway \| BHP Railway \| \| \| 164.3 \| Fortescue Railway \| Fortescue Railway \| \| \| 168.7 \| Coonarie Creek \| Coonarie Creek \| \| \| \| Stumpfgleis 2 \| \| \| \| 221.8 \| Western Shaw River \| Western Shaw River \| \| \| 226.2 \| Turner Shaw Tributary \| Turner Shaw Tributary \| \| \| \| POSCO \| \| \| \| 250.0 \| \| \| \| \| \| Stumpfgleis 3 \| \| \| \| \| CSC Taiwan \| \| \| \| 296.3 \| BC Iron Haul Road \| BC Iron Haul Road \| \| \| 300.0 \| \| \| \| \| \| Stumpfgleis 4 \| \| \| \| \| Marble Bar Road (State Highway 138) \| \| \| \| \| Marble Bar Road \| \| \| \| \| \| \| \| \| \| Grube \| \| \| \| \| \| \| \| \| \| \| \| \| Quellen: [1] \| \| \| \| |                      |                                     |                                     |
| Strecke von links · Strecke von rechts |                      |                                     |                                     |
| Dienststation / Betriebs- oder Güterbahnhof · Strecke | 0.0                  | Hafen                               | Hafen                               |
| Strecke nach links · Abzweig geradeaus und von rechts |                      |                                     |                                     |
| Dienststation / Betriebs- oder Güterbahnhof |                      | Rangierbahnhof                      | Rangierbahnhof                      |
| Betriebsstelle Streckenanfang und quer · Abzweig geradeaus und von rechts |                      | Betriebswerk                        | Betriebswerk                        |
| Abzweig geradeaus, nach rechts und von rechts |                      | Wendedreieck                        | Wendedreieck                        |
| Brücke | 18.8                 | Great Northern Highway (National 1) | Great Northern Highway (National 1) |
| Brücke über Wasserlauf | 45.6                 | East Turner River                   | East Turner River                   |
| Bahnübergang | 53.1                 | Indee                               | Indee                               |
| Dienststation / Betriebs- oder Güterbahnhof |                      | HPPL                                | HPPL                                |
| Brücke über Wasserlauf | 81.5                 | Chinnamon Creek                     | Chinnamon Creek                     |
| Brücke über Wasserlauf | 82.6                 | Gillam Creek                        | Gillam Creek                        |
| Brücke über Wasserlauf | 86.5                 | Turner River                        | Turner River                        |
| Bahnübergang |                      | East Wodgina                        | East Wodgina                        |
| Strecke | 100.0                |                                     |                                     |
| Blockstelle |                      | Stumpfgleis 1                       | Stumpfgleis 1                       |
| Bahnübergang | 146.1                | Hillside-Woodside                   | Hillside-Woodside                   |
| | 150.0                | Marubeni Yule River                 | Marubeni Yule River                 |
| Kreuzung geradeaus oben | 163.0                | BHP Railway                         | BHP Railway                         |
| Kreuzung geradeaus oben | 164.3                | Fortescue Railway                   | Fortescue Railway                   |
| Brücke über Wasserlauf | 168.7                | Coonarie Creek                      | Coonarie Creek                      |
| Blockstelle |                      | Stumpfgleis 2                       | Stumpfgleis 2                       |
| Brücke über Wasserlauf | 221.8                | Western Shaw River                  | Western Shaw River                  |
| Brücke über Wasserlauf | 226.2                | Turner Shaw Tributary               | Turner Shaw Tributary               |
| Dienststation / Betriebs- oder Güterbahnhof |                      | POSCO                               | POSCO                               |
| Strecke | 250.0                |                                     |                                     |
| Blockstelle |                      | Stumpfgleis 3                       | Stumpfgleis 3                       |
| Dienststation / Betriebs- oder Güterbahnhof |                      | CSC Taiwan                          | CSC Taiwan                          |
| Brücke | 296.3                | BC Iron Haul Road                   | BC Iron Haul Road                   |
| Strecke | 300.0                |                                     |                                     |
| Blockstelle |                      | Stumpfgleis 4                       | Stumpfgleis 4                       |
| Strecke mit Straßenbrücke |                      | Marble Bar Road (State Highway 138) | Marble Bar Road (State Highway 138) |
| Strecke mit Straßenbrücke |                      | Marble Bar Road                     | Marble Bar Road                     |
| Strecke von links · Abzweig geradeaus und nach rechts |                      |                                     |                                     |
| Strecke · Dienststation / Betriebs- oder Güterbahnhof |                      | Grube                               | Grube                               |
| Strecke nach links · Strecke nach rechts |                      |                                     |                                     |
| |                      |                                     |                                     |
| Quellen: |                      |                                     |                                     |

Die Roy Hill Railway ist eine Eisenbahngesellschaft in der Region Pilbara in Western Australia, die die Heavy-Haul-Strecke von der Eisenerzgrube Roy Hill zum Hafen in Port Hedland betreibt. Sie nahm am 22. November 2015 den kommerziellen Betrieb auf. Die Strecke ist für den Transport von 55 Millionen Tonnen Hämatit pro Jahr ausgelegt.

## Strecke
Die 344 Kilometer lange einspurige Eisenbahnstrecke verfügt über vier Kreuzungsstationen mit 3,2 Kilometer langen Ausweichgleisen und vier Stumpfgleise für das Hinterstellen von Baumaschinen. Entlang der Strecke gibt es vier Barackensiedlungen für den Gleisunterhalt.
Die Kreuzungsstationen tragen die Namen der vier Besitzer der Roy-Hill-Grube: Hancock Prospecting Group, Marubeni, POSCO und CSC Taiwan.
Die Zugfolge wird mit virtuellen Blockabschnitten gesichert. Die automatische Zuglenkung und die Zugbeeinflussung werden von der Betriebsleitzentrale im 1300 Kilometer entfernten Perth überwacht.

## Betrieb

### Fahrzeuge
Die Bahngesellschaft besitzt 14 Lokomotiven und 1196 Erzwagen. Sieben weitere Lokomotiven sollen bis Ende 2016 abgeliefert werden.
Die Diesellokomotiven der Baureihe ES44ACi stammen aus der GE Evolution Series und haben eine Leistung von 4400 PS. Sie sind mit einer speziell für hohe Umgebungstemperaturen ausgelegten Kühlanlage ausgerüstet, damit sie auch bei 55 °C Außentemperatur eingesetzt werden können. Die Lokomotiven verfügen über die Funkfernsteuerung Locotrol von GE. Die erste Lokomotive trägt den Namen Gina nach Gina Rinehart, der Besitzerin der Roy Hill Eisenerzgrube.
Die von CSR Corporation aus China gelieferten Erzwagen fassen 70 m³ Material und sind für eine Achslast von 40 Tonnen ausgelegt. Um den Wartungsaufwand zu reduzieren, sind die Erzwagen paarweise fest gekuppelt, so dass pro Wagen eine Kupplung entfällt und nur jeder zweite Wagen mit einem Steuerventil ausgerüstet werden muss. Die Drehgestelle sind mit belastungsabhängiger Dämpfung ausgerüstet.
Erstmals in der Pilbara-Region verfügen die mit elektropneumatischer Bremse ausgerüsteten Wagen für die Betriebsbremse über keine konventionellen Steuerventile mehr. Einzig die Schnellbremse kann noch konventionell über eine Hauptleitungs-Druckabsenkung ausgelöst werden. Das System wird im Englischen als stand-alone ECP brake bezeichnet und wurde von NYAB geliefert.

### Betriebsablauf
Die Bahn fährt fünf Züge pro Tag. Die Züge bestehen aus je zwei Diesellokomotiven und 232 Erzwagen, die je Fahrt 31.132 Tonnen Erz an den Hafen transportieren können. Die Beladung der Züge dauert zwei Stunden und 40 Minuten und wird von der Betriebsleitzentrale in Perth ferngesteuert. Der beladene Zug wird beim Verlassen der Grube auf den ersten 30 Kilometern von einer besetzten Schiebelokomotive unterstützt, um eine 6 ‰–Steigung zu überwinden. Die Entladung in Port Hedland erfolgt mit einem Kreiselkipper, der innerhalb von 88 Sekunden zwei Wagen gleichzeitig entleert.